# مارتین رایمر
مارتین رایمر (انگلیسی: Martin Reimer؛ زادهٔ ۱۴ ژوئن ۱۹۸۷) دوچرخه‌سوار اهل آلمان است.